# Tororo

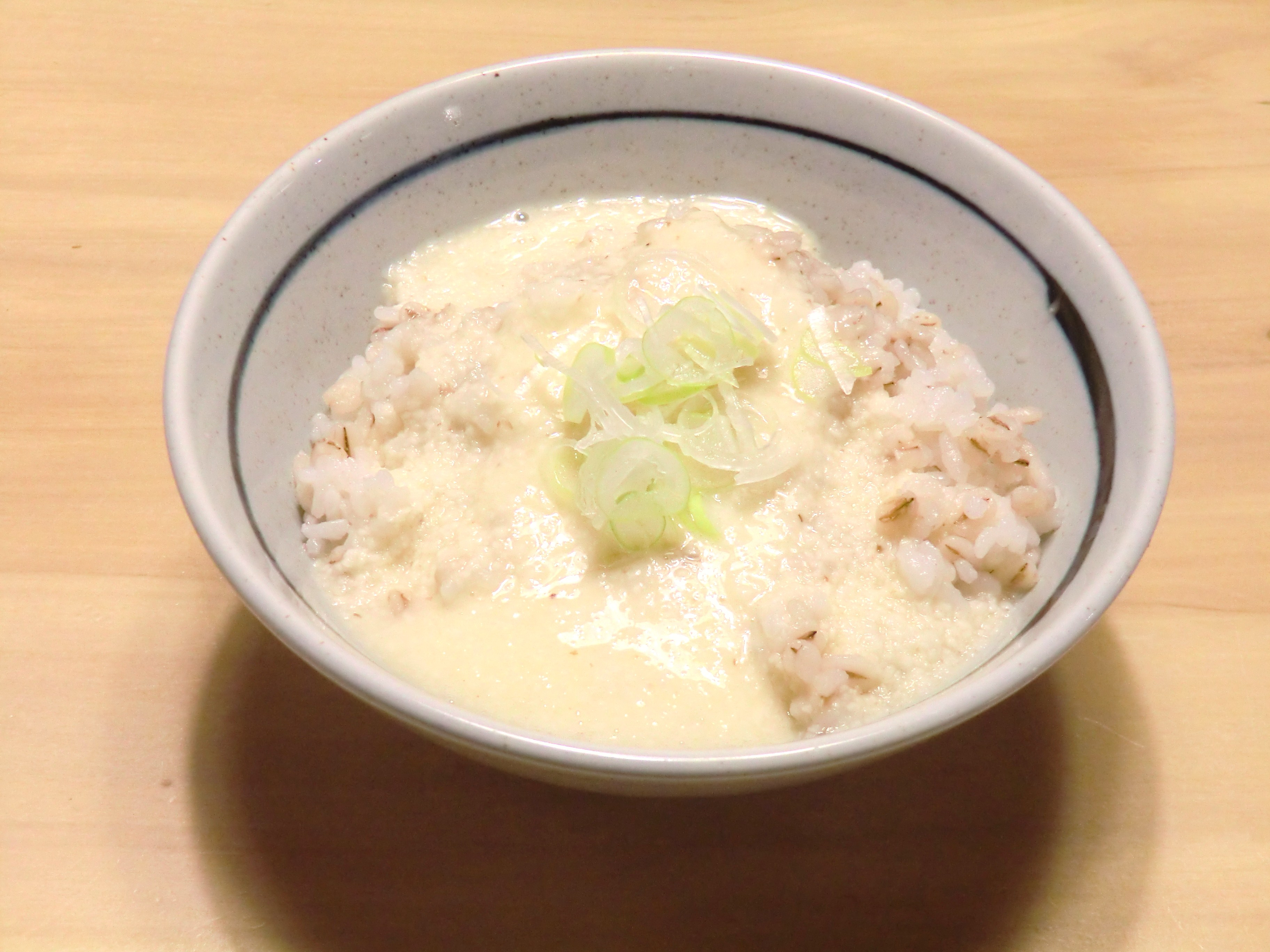
Mugitoro Gohan

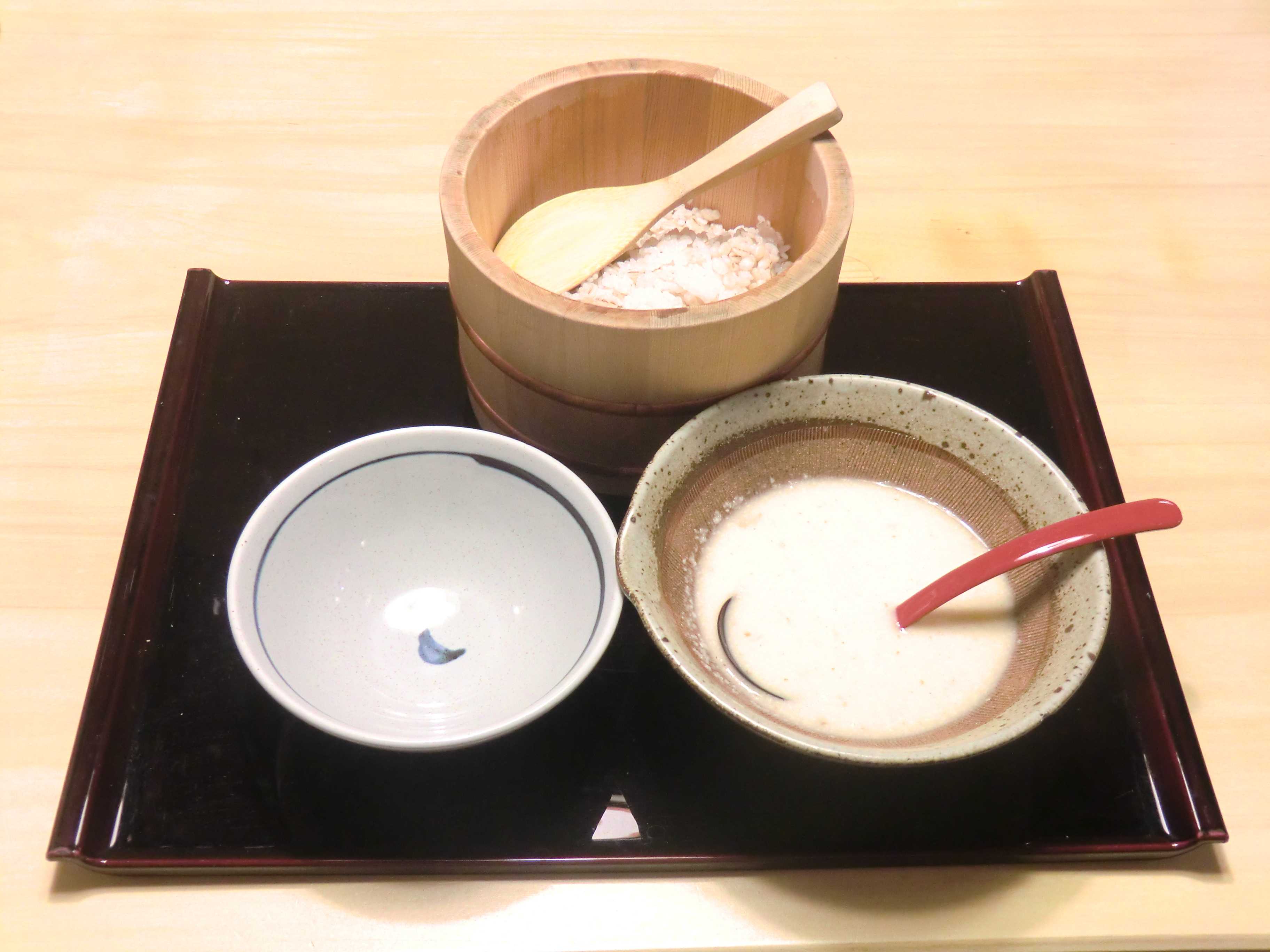
Mugitoro Gohan

Tororo (とろろ) là một loại thức ăn sệt và dính dùng trong ẩm thực Nhật Bản, được làm từ một loại củ nâu mài ra. Món này có thể trộn với các loại gia vị khác như dashi, wasabi hay hành lá để tạo ra hương vị hợp khẩu vị nhất. Tại Nhật Bản tororo được sử dụng như một món phụ hay dùng để ăn kèm với mì udon hay mì soba. Ngoài ra nó còn có thể dùng để làm ra các món khác như mugitoro hay tamakake.